# Фунтовский сельсовет
Фу́нтовский сельсове́т — сельское поселение в Приволжском районе Астраханской области. 
Административный центр — село Фунтово-1.

## История
6 августа 2004 года в соответствии с Законом Астраханской области № 43/2004-ОЗ установлены границы муниципального образования, сельсовет наделен статусом сельского поселения.

## Население
| 2010  | 2012  | 2013  | 2014  | 2015  | 2016  | 2017  |
| ----- | ----- | ----- | ----- | ----- | ----- | ----- |
| 4535  | ↗4739 | ↗4795 | ↗4817 | ↗5046 | ↘5021 | ↗5145 |
| 2018  | 2019  | 2020  | 2021  |       |       |       |
| ↗5238 | ↗5258 | ↗5301 | ↗6556 |       |       |       |

## Состав сельского поселения
| № | Населённый пункт      | Тип населённого пункта       | Население |
| - | --------------------- | ---------------------------- | --------- |
| 1 | Кирпичного завода № 1 | посёлок                      | ↗4437     |
| 2 | Фунтово-1             | село, административный центр | ↘1064     |
| 3 | Фунтово-2             | село                         | ↗430      |